# Papillaria latifolia
Papillaria latifolia là một loài Rêu trong họ Meteoriaceae. Loài này được (S.O. Lindberg) A. Jaeger mô tả khoa học đầu tiên năm 1877.